# Cronofotografia

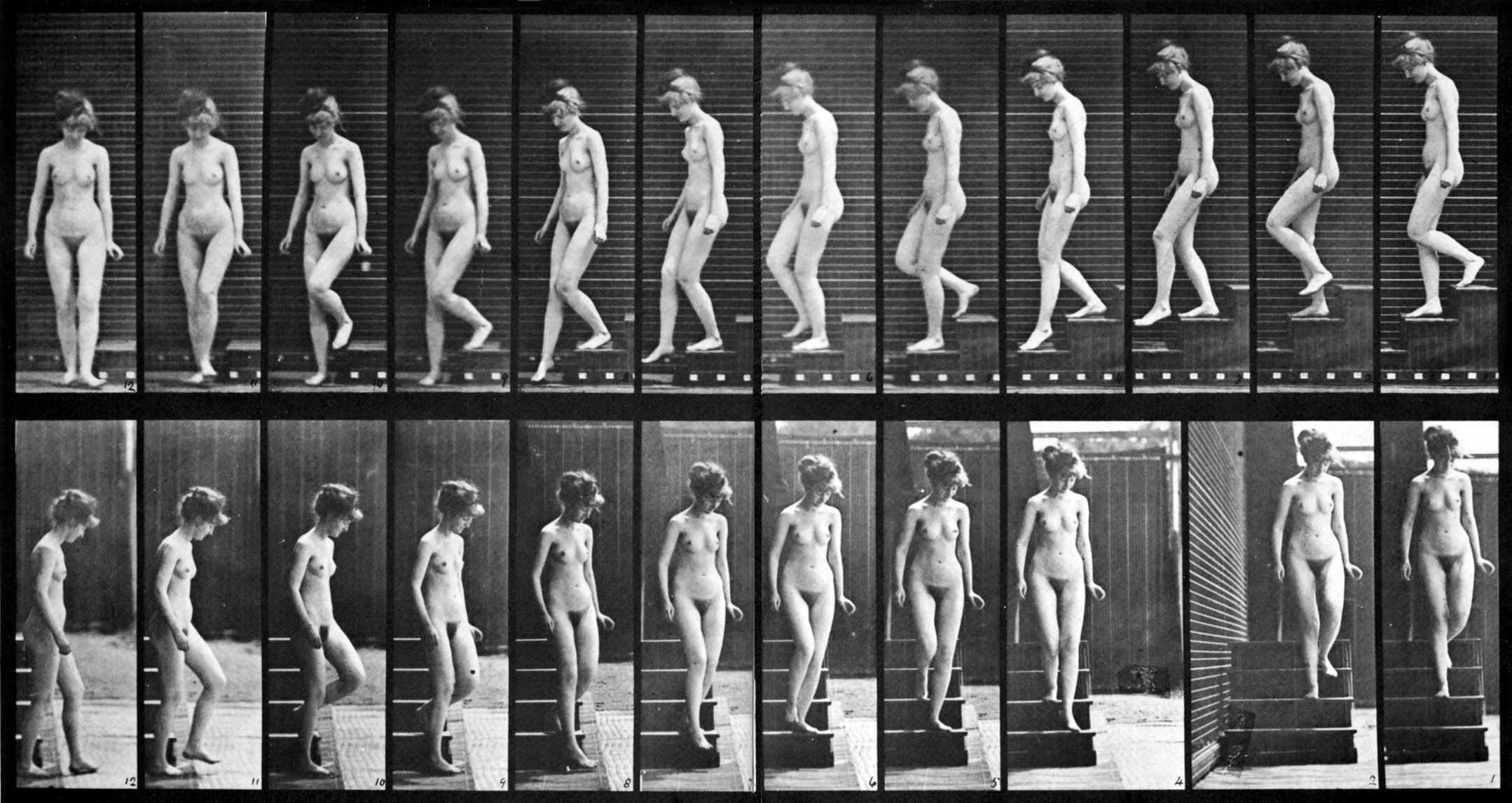
Muybridge. Woman walking downstairs. Dona baixant l'escala.

La cronofotografia és un procés de visualització del moviment a partir d'una seqüència d'imatges gravades en una sèrie d'intervals iguals. És considerada una branca de la fotografia desenvolupada sobretot a la fi del segle XIX, molt propera en diversos aspectes a les primeres presentacions cinematogràfiques. Els seus principals representants són: Eadweard Muybridge, Étienne-Jules Marey i Ottomar Anschütz.

## Història
La fotografia és un art i una ciència que es va inventar i va desenvolupar en la dècada de 1830. Inicialment, es va utilitzar com un dispositiu de documentació: per a retrats, moments històrics, batalles en les guerres, etc ... i amb la mateixa rapidesa que el món tecnològic i artístic va començar a desenvolupar-se, també van aparèixer nous usos i idees per a la càmera. Amb la invenció de la càmera fotogràfica, l'art ja no havia de capturar necessàriament la realitat ja que la càmera es va convertir en la forma més precisa de descriure-la. A mesura que la tecnologia es tornava més sofisticada, també ho van fer les activitats en què es necessitaven càmeras.
Ja en la dècada de 1860, alguns fotògrafs estaven fent "imatges en moviment" prenent fotografies d'un subjecte en una sèrie de postures simulant fases d'un moviment i després, utilitzant determinats dispositius, les mostraven una darrere l'altra en una ràpida successió. Aquesta tècnica fotogràfica stop-motion va ser molt important perquè el material fotogràfic disponible a l'època no era prou sensible com per a permetre les nombroses i molt ràpides exposicions que eren necessàries per fotografiar subjectes en moviment. Les millores en la sensibilitat de les emulsions fotogràfiques van permetre que la cronofotografia es convertís en una realitat.
En 1872, Leland Stanford, governador de Califòrnia i entusiasta dels cavalls, va contractar a Eadweard Muybridge perquè li aportés proves fotogràfiques que demostressin que, en alguns instants, un cavall al galop tenia les quatre potes sense tocar el terra. Muybridge va alinear diverses càmeres en una part d'una pista de carreres. Els disparadors estaven connectats a una sèrie de cables que activarien el mecanisme pel que passés el cavall galopant en un fons blanc. Una de les siluetes de les fotografies resultants confirmaria les sospites de Leland Standford. Anys més tard, en aquesta mateixa dècada, amb la millora de les plaques fotogràfiques, va obtenir uns resultats molt més precisos. Muybridge també va col·locar la seqüència de les fotografies a la part interna d'un zoòtrop; així quan el dispositiu girava, un observador podia veure, a través dels seves ranures, una imatge animada.
Les imatges del cavall van sorprendre el públic, ja que mai ningú havia vist una documentació tan precisa sobre el moviment d'un animal.
Posteriorment, Muybridge va rebre l'encàrrec de fotografiar altres objectes en moviment.
Més tard, el 1878, Albert Londe va ser contractat com pel neuròleg Jean-Martin Charcot. On va utilitzar una càmera amb 9 lents i un sistema intricat de temps per estudiar els moviments físics i musculars dels pacients. Amb el temps, Londe va perfeccionar aquest sistema per poder prendre una seqüència de dotze imatges en tan sols una dècima de segon.
El físic Étienne-Jules Marey va començar a utilitzar la tècnica per estudiar més de prop el moviment, el vol i l'exercici. Aviat va descobrir, superposant impressions de cel·luloide una damunt de l'altra, que era capaç de veure les fases de el moviment i estudiar així les relacions entre elles en un sol frame.
Georges Demeny, assistent de Marey, va desenvolupar més aplicacions per a la reproducció de el moviment, creant un simple projector anomenat estroboscopi Demeny i el fotògraf alemany Ottomar Anschütz van compartir el desenvolupament de la tecnologia de la projecció, utilitzant cronofotògrafs i projectors per a crear animacions bastant pròximes a les projeccions en moviment d'avui dia. Anschütz va portar aquest concepte molt més lluny, desenvolupant cronofotógrafos per utilitzar-los, juntament amb els projectors, com a entreteniment. Anschütz va desenvolupar posteriorment una càmera de mà plegable amb obturador focal pla, un model que permetia preses de fotografies a 1/1000 segons d'exposició. Això va permetre una configuració més ràpida de sistema multicàmera de Muybridge, capaç de prendre més exposicions més ràpid gràcies a la rapidesa de la velocitat d'obturació. També va inventar un visualitzat individual per a les seves cronofotografies: consistia en un disc giratori en el que les fotos es podien veure amb la il·luminació d'una espurna elèctrica, en lloc d'una projecció. Els invents cronofotogràfics posteriors als d'aquests inventors (Muybridge, Demeny i Anschütz) van assentar les bases sobre les que, més tard, es crearia el cinema.

## Representants

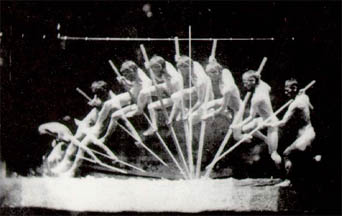
Thomas Eakins Man Pole-Vaulting

L'any 1872, el governador de Califòrnia, propietari de cavalls de carrera, va plantejar-se la qüestió de si en algun moment toca a terra un cavall quan està galopant. Muybridge el va ajudar a trobar la resposta.
Eadweard Muybridge, un dels pioners d'aquest tipus de fotografia, va intentar provar que en el moviment del galop del cavall, les quatre potes del animal estaven al mateix temps en l'aire.
El 1877 va aconseguir un conjunt de plaques realitzades a velocitat d'obturació de més o menys una mil·lèsima de segon, a partir de l'ús d'alguns sistemes de rellotgeria i mecanismes d'obturació de diverses càmeres, en el moment en què el cavall es movia i tocava uns cables estirats a un costat de la pista. Així va demostrar que, en el moment del galop, els cavalls no tocaven el terra amb les cames.
Molts dels primers resultats de Muybridge es van retocar a mà per poder destacar més la silueta del cavall i així poder potenciar el resultat. L'experiment es tornà a repetir al 1878 creant una sèrie perfecte gràcies a un temporitzador inventat pel mateix Muybridge.
Decidí millorar els resultats de les imatges projectant-les en una pantalla. Per fer-ho, inventà un artefacte que utilitza la llum per projectar imatges seqüencials a partir de l'ús d'un disc de vidre. Anomenà aquest aparell zoopraxiscopi. Va experimentar amb imatges d'animals -cavalls, antílops, elefants i altres animals salvatges. Un cop analitzat el galop dels cavalls, s'introduí a registrar el moviment del cos humà i dels animals del zoo de Filadèlfia.
Al cap d'uns anys, Étienne-Jules Marey va tenir la idea d'observar l'experiment de Muybridge. Abans d'això, ell ja havia obtingut imatges d'aus i, fins i tot, del cor humà, però els seus mètodes gràfics eren bastant rudimentaris. Llavors es va plantejar utilitzar polígrafs i instruments de registres semblants i va aconseguir l'èxit analitzant el caminar de l'home i del cavall, el vol de les aus i dels insectes.
A partir del revòlver fotogràfic creat per Jules Janssen el 1874, es va inspirar en ell i el va perfeccionar. Era capaç de capturar 12 imatges a intervals regulars i amb una velocitat d'obturació d'uns 1/750 segons aproximadament. Aquesta velocitat és possible gràcies a l'avenç en la creació de substàncies químiques cada cop més sensibles a la llum. Una altra de les seves creacions va ser el sistema amb el qual reproduir la seqüència de fotogrames amb les quals va poder estudiar els moviments capturats. El 1882 va obrir l'estació fisiològica al Bois de Boulogne i va estudiar el moviment del cos humà. El 1887 va abandonar ràpidament el fusell i va inventar una càmera de placa fixe cinematogràfica que estava equipada amb un obturador de temps. Va aconseguir l'èxit gràcies a la combinació en una placa de diverses imatges successives amb un únic moviment.

## Branques
Nascuda en els laboratoris de recerca científica, la cronofotografia es divideix bàsicament en dues branques: la cronofotografia plana, on múltiples imatges d'un objecte en moviment es registren en una sola planxa fotogràfica, i la sèrie fotogràfica, on cada imatge d'un objecte en moviment és registrada en fotografies separades. Aquesta darrera suposa conceptualment el mateix principi que el d'un film cinematogràfic, que consisteix en una tira llarga d'imatges fixes. Ambdues categories contribuïren al naixement del cinema.

## Aportacions a la cronofotografia
Entre molts altres fotògrafs, científics i cercadors que van contribuir al desenvolupament de la cronofotografia cal citar Georges Demeny, assistent de Marey, el físic Ernst Mach, el gimnasta Ernst Kohlrausch, el pintor Thomas Eakins i el cercador de medicines Albert londe.

## Influències posteriors

### Pintura
L'experiment de Muybridge va influir a pintors com Francis Bacon, que va agafar prestada la idea de la successió del moviment en els seus tríptics.
Dins les avantguardes artístiques de principis del segle xx, el futurisme italià, especialment el fotògraf Anton Giulio Bragaglia i Marcel Duchamp, s'interessaren per l'estètica derivada del rastre del moviment les imatges cronofotogràfiques.

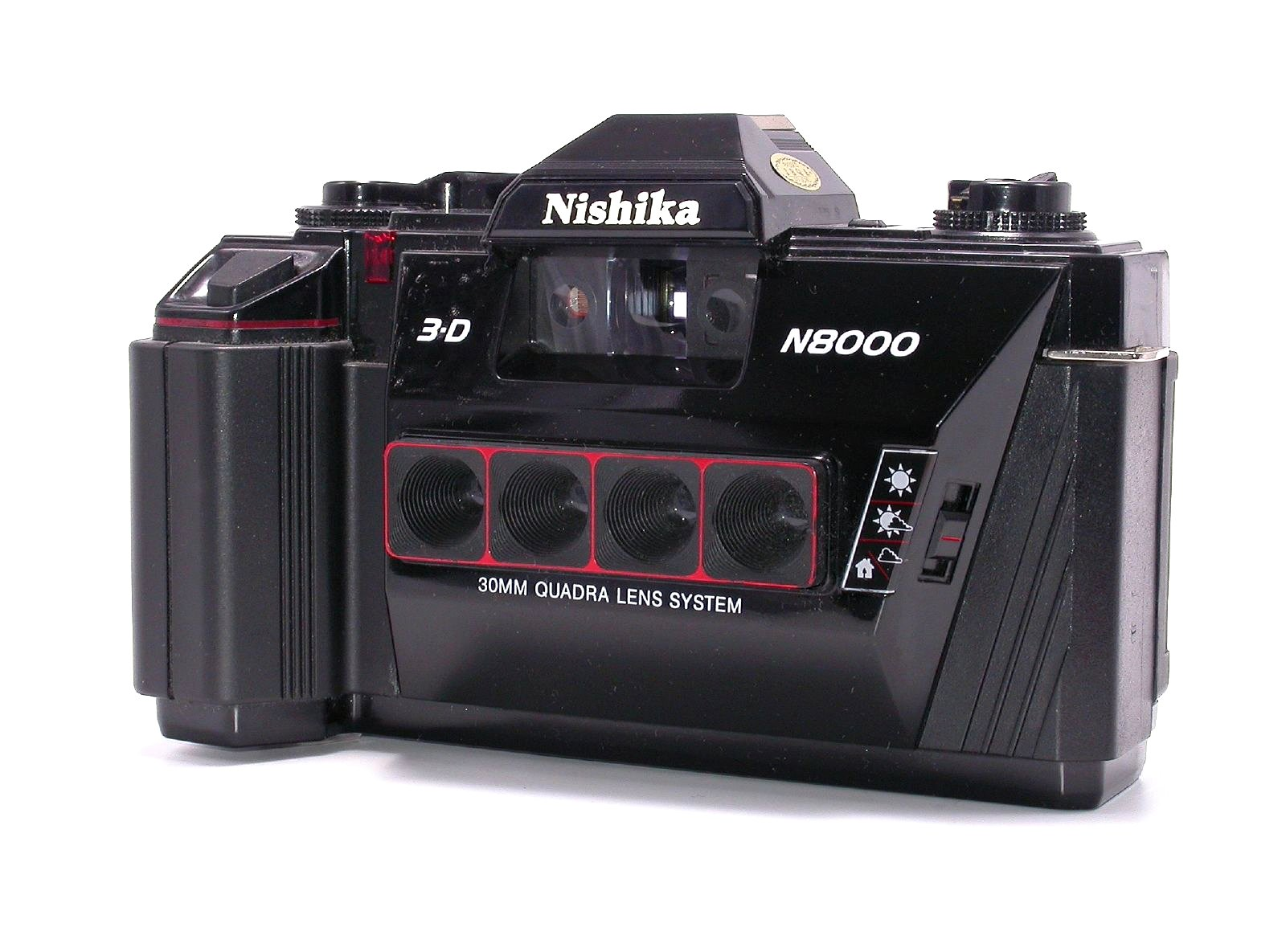
Càmera Nishika N8000 3D

### Fotografia

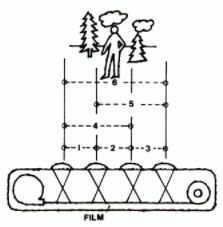
Funcionament de la unió de les imatges preses amb els 4 obturadors de la càmera Nimlo 3D.

Al 1989 es va crear la càmera Nishika N8000 al Japó, capaç de fer "fotografies en 3D". El resultat realment equivalia a 4 imatges d'un mateix moment amb un petita variació de perspectiva donat que la càmera constava de 4 obturadors que funcionaven simultàniament.
Gairebé com l'estudi del moviment del cavall al 1878 d'Eadweard Muybridge, que va col·locar 24 càmeres paral·lelament al llarg dels 40 metres d'una pista a Stanford, els obturadors a 1/60 fixe amb lents de 30mm d'aquesta càmera estan separats per poc més d'un centímetre. Així doncs, mentre que Muybridge feia servir la separació entre càmeres per capturar el moviment del subjecte, aquest tipus de eina fotogràfica, fa servir la separació per capturar el moviment de la profunditat de camp i "crear" una imatge en 3D donat que el subjecte queda immòbil, però el fons no.
Com indica en el manual d'usuari de la seva càmera precedent (la Nimslo 3D) cada entrada de llum ocupa la meitat d'una diapositiva d'un carret de 35mm. D'aquesta forma, cada negatiu conté 2 imatges de 30mm les quals, juntes, fan 6 (veure el diagrama), provocant que amb un carret de 24 fotografies, per exemple, només es puguin fer 12.
Al segle XXI no s'han seguit produint càmeres com aquesta, però durant 1990 altres com la Kalimar 3D Stereo (35mm) i la ImageTech 3D wizard (35mm) també van ser molt populars malgrat no integrar 4 obturadors sinó 3; aconseguint un menor moviment de la profunditat de camp.
Així i tot, amb l'avenç dels programes d'edició de vídeo, es poden animar les fotografies resultants de les càmeres 3D per crear GIFs, imatges en moviment, fent que els positius digitalitzats apareguin i desapareguin successivament una seguida de la següent per simular el moviment autònom del fons.

### Música
Un altre va ser Philip Glass, qui va crear l'àlbum The Photographer en honor del fotògraf britànic, creant una portada amb la sèrie de cavalls, que va publicar al Scientific American. Per acabar, la banda U2 va crear un videoclip de la cançó Lemon commemorant les creacions de Muybridge.

## La premsa catalana i la cronofotografia
Entre 1892 i 1902, moltes publicacions catalanes van centrar la seva atenció en la cronofotografia, o com es coneixia aleshores "fotocronografia". La revista que ho va fer amb més detall i extensió va ser La Ilustración Artística.
La Ilustración Artística (LIA) va ser una de les publicacions barcelonines en castellà més interessants del segle xix, un setmanari. Va ser la que va estar més interessada en la cronofotografia, sobre la qual en va publicar deu articles molt extensos i amb il·lustracions, els mateixos que Marey havia publicat a la Revue Generale des Sciences Pures et Appliquées de l'Académie des Sciences de París. El primer article es va publicar en el número 582 de LIA el 20 de febrer de 1893, i el desè i últim al número 592, corresponent a l'1 de maig de 1893.
En els quatre primers articles, de febrer i març de 1893, Marey se centrà en els aspectes més tècnics de la cronofotografia: la invenció, el fusell fotogràfic, la placa on s'impressionaven les fotografies, les diferents peces dels aparells, etc. En el cinquè article (27 de març de 1893) comparà el moviment que mostra el zoòtrop amb la cronofotografia. També parlà de les diferents aplicacions d'aquest invent i de la utilització d'aquest per l'estudi de la locomoció terrestre, els humans i els quadrúpedes, però sobretot els humans. Aquest últim tema el començà a desenvolupar a l'article 5 però l'expandí i hi aprofundí a l'article 6 (3 d'abril de 1893). En aquest, parlà de l'estudi dinàmic dels moviments de l'home. En el número 589 del setmanari, publicat el 10 d'abril de 1893, l'article 7 se centrà en les aplicacions de la cronofotografia a les Belles Arts i la representació artística del cavall. A l'article 8, del 17 d'abril de 1893, parlà de la locomoció aquàtica i a l'article 9, del 24 d'abril, se centrà més en el vol dels insectes. El desè article i últim, de l'1 de maig de 1893, Marey tractà el tema de la fotografia dels moviments dels éssers vius microscòpics com ara els infusoris.
La revista Mundo Ilustrado va publicar un article de tres pàgines amb fotografies del fusell fotogràfic de Marey i afegia que les primeres proves amb l'artefacte les va fer Janssen, un col·lega de Marey, que volia captar els contactes entre els discos del Sol i Venus.
Entre 1882 i 1890, Crónica Científica va publicar cròniques breus que provenien de l'Académie des Sciences de París. En el número 114 del 10 de setembre de 1882 publicà el resum de la sessió de París del 7 d'agost, tot just un mes després, en la qual Marey presentà l'estudi cronofotogràfic del vol de les aus. En el número 135 del 25 de juliol de 1883 presentava l'estudi de la locomoció de l'home i dels animals. En el número 142 del 10 de novembre de 1883 continuava estudiant els diferents actes de la locomoció.
En el número 232 del 10 de juliol de 1887 Marey citava l'aparell anomenat odògraf, que servia per a inscriure gràficament la velocitat de la marxa o de la carrera d'un home o d'un grup d'homes. En el número 235 del 25 d'agost de 1887, Marey presentà, juntament amb un altre científic anomenat Pagès, un estudi de fisiologia sobre locomoció comparada entre l'home, l'elefant i el cavall. En el número 291 del 25 de desembre de 1889 Marey presentà a l'Académie el volum Physiologie du mouvement: Le vol des oiseaux («Fisiologia del moviment: El vol de les aus»). Finalment, en el número 309 del 25 de setembre de 1890 l'autor presentà una nota titulada La locomoció aquàtica estudiada per la fotocronografia, que tractava de l'estudi d'animals marins com la medusa, el cavallet de mar i la rajada, entre d'altres.
La revista catòlica integrista La Hormiga de Oro s'acontentà amb la publicació d'un sol article al número 3 del 22 de gener de 1895, dedicat a una sola de les múltiples experiències de Marey; es titulava «La caída del gato», basada en la pregunta (carregada d'ironia) que, segons deia, «trae meditabundos a los sabios de Europa»: per què un gat cau sempre sobre les seves potes o dempeus?
Finalment, la revista El Mundo Científico, que dirigia Eduard Fontseré, publicà en el número 103 del 22 de març de 1902 un article de quatre pàgines amb una introducció signada per Artur Bofill en homenatge a Marey, coincidint amb el que havia tingut lloc a París organitzat pel Collège de France, amb el lliurament d'una medalla, el mes de gener d'aquell mateix any.
A més, es reproduïa l'Estudi experimental del moviment dels fluids en què també es reproduïa l'aparell inventat per Marey per tal d'estudiar el moviment dels gasos, així com nou fotogrames diferents d'aquest procés. Una d'aquestes experiències era la Deformació de corrents d'aire rectilinis [en aquest cas finíssims fils de fum] quan es trobaven amb cossos geomètrics. Aquesta darrera experiència datava de 1901 i, per tant, no constava encara als articles de La Ilustración Artística.
Aquests textos són la prova més eloqüent de l'interès que la societat catalana demostrà vers Marey i les seves experiències cronofotogràfiques, que tanta influència exercirien en el futur sobre les arts plàstiques, la fotografia, la cinematografia i el cinema d'animació en particular, malgrat que, en la difusió mediàtica de les seves investigacions paral·leles, l'anglès naturalitzat nord-americà Edward James Muybridge (1836-1904) guanyà la batalla al francès Marey.
Han estat sectors artístics i vinculats a la història del cinema especialment els que ara l'han reivindicat redescobrint la seva obra amb motiu del centenari de la seva mort, el 2004.